# Pichincha (vulcano)
Il Pichincha è uno stratovulcano attivo dell'Ecuador, la cui capitale Quito è situata alle sue falde, ad una distanza di 11 km.

## Descrizione
La montagna ha due picchi principali: il Guagua Pichincha (4.784 metri, nome che in quechua significa giovane Pichincha) e il Rucu Pichincha (4.698 metri, che significa vecchio Pichincha). La caldera attiva, con un diametro di 2,5 km, è sul fianco occidentale del Guagua.
Entrambi i picchi sono ben visibili dalla città di Quito e la loro cima è facilmente raggiungibile. In ottobre del 1999 si verificò un'eruzione che coprì la città di uno strato di diversi centimetri di ceneri. In precedenza le maggiori eruzioni si ebbero nel 1553 e nel 1660, quando circa 30 cm di ceneri caddero sulla città.
Tutte le ultime eruzioni sono state di tipo esplosivo di origine freatica. Le esplosioni sono provocate dalla formazione di vapore acqueo quando un bacino di acqua sotterranea viene riscaldato dalla lava. Il grande calore che scaturisce dal contatto tra l'acqua e la lava trasforma rapidamente l'acqua in vapore, provocando le esplosioni. L'ultima eruzione di tipo magmatico è avvenuta nel 1660.
Il Rucu Pichincha è piazzato tra il Guagua Pichincha e la città di Quito, fungendo da schermo e difendendola dalle eruzioni del Guagua. Il cratere del Rucu è a forma di ferro di cavallo, con un diametro di 2 km e una profondità di 600 metri. L'ultima eruzione del Rucu si è verificata circa 50.000 anni fa.
La provincia ecuadoriana del Pichincha prende il nome della montagna, come accade per molte altre province dell'Ecuador (Cotopaxi, Chimborazo, Imbabura, ecc.).

## Storia
Nel 1802 Il grande naturalista ed esploratore prussiano Alexander von Humboldt fece un'ascensione sul Pichincha durante la sua esplorazione dell'America meridionale.
Sulle falde del Pichincha si svolse il 24 maggio 1822, nel contesto delle guerre di indipendenza dell'America Latina, una battaglia tra patrioti ecuadoriani, guidati dal maresciallo Antonio José de Sucre e l'esercito coloniale spagnolo, che fu decisiva per l'indipendenza dell'Ecuador.

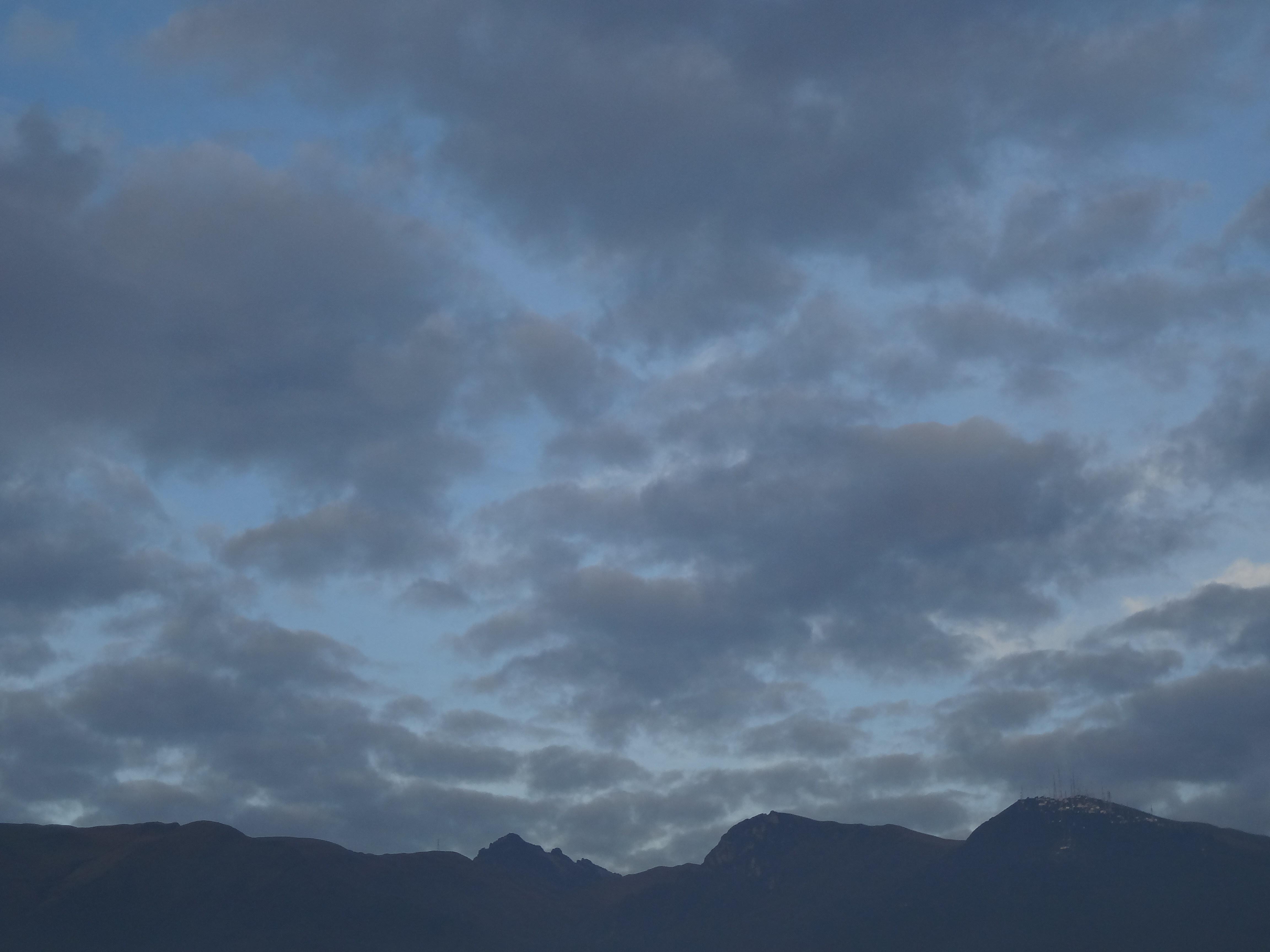
Alba - Pichincha Vulcano.

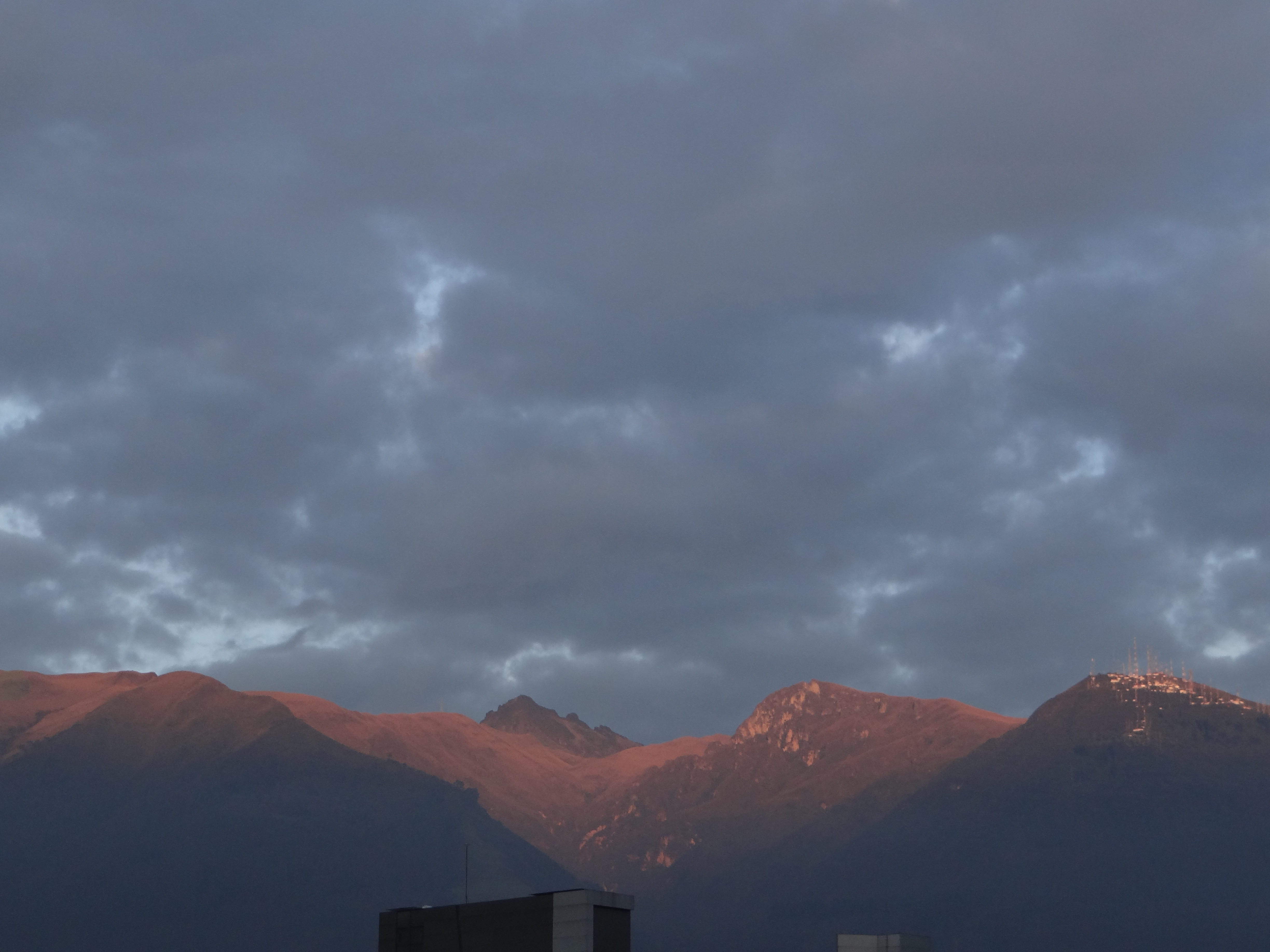
Tramonto - Pichincha Vulcano).